# جون هيوز (خزاف)
جون هيوز (بالإنجليزية: John Hughes)‏ هو خزاف بريطاني، ولد في 1935، وتوفي في 19 يونيو 2013.